# جوزپه ورونزه
جوزپه ورونزه (به ایتالیایی: Giuseppe Veronese) (زاده ۷ مه ۱۸۵۴ در ونیز -درگذشته ۱۷ ژوئیه ۱۹۱۷ در پادوا) ریاضیدان اهل ایتالیا بود که در زمینه هندسه جبری فعالیت میکرد.

## زندگی و کارنامه
ورونزه فرزند خانواده ای فقیر بود ولی توانست با کمک هزینه ای که پدر خوانده اش فراهم کرد در زوریخ درس بخواند. در زوریخ، ورونزه با کرمونا که در رم بود تماس داشت و از همین رو برای ادامه تحصیلات به رم رفت. ورونزه حتی پیش از دانش آموختگی مقاله ای پژوهشی درباره شش ضلعی پاسکال به چاپ رساند و در سال ۱۸۷۶ در دانشگاه رم دستیار شد. در ۱۸۸۰ با فلیکس کلاین در لایپزیگ همکاری کرد و سپس توانست کرسی استادی را در دانشگاه پادوا به دست آورد.
ورونزه به پژوهش درباره هندسه تصویری در بعدهای بالاتر و همچنین هندسه های ناارشمیدسی پرداخت که در آنها اصل ارشمیدس برقرار نیست و در کنگره جهانی ریاضیدانان در سال ۱۹۰۸ سخنرانی با همین موضوع انجام داد . او در کتابش به نام بنیان های هندسه نیز به هندسه ناارشمیدسی پرداخت و بدینگونه جدلی با پئانو پدید آمد که به این هندسه به دیده تردید مینگریست و نیرومند نبودن آنرا -به نسبت هندسه ارشمیدسی- به باد انتقاد گرفت. پرداخت اصل موضوعی داوید هیلبرت از هندسه اما حقانیت دیدگاه ورونزه را به اثبات رساند.
ورونزه همچنین در سیاست فعال بود و در سال ۱۹۰۴ به مقام سناتوری رسید.

## آثار

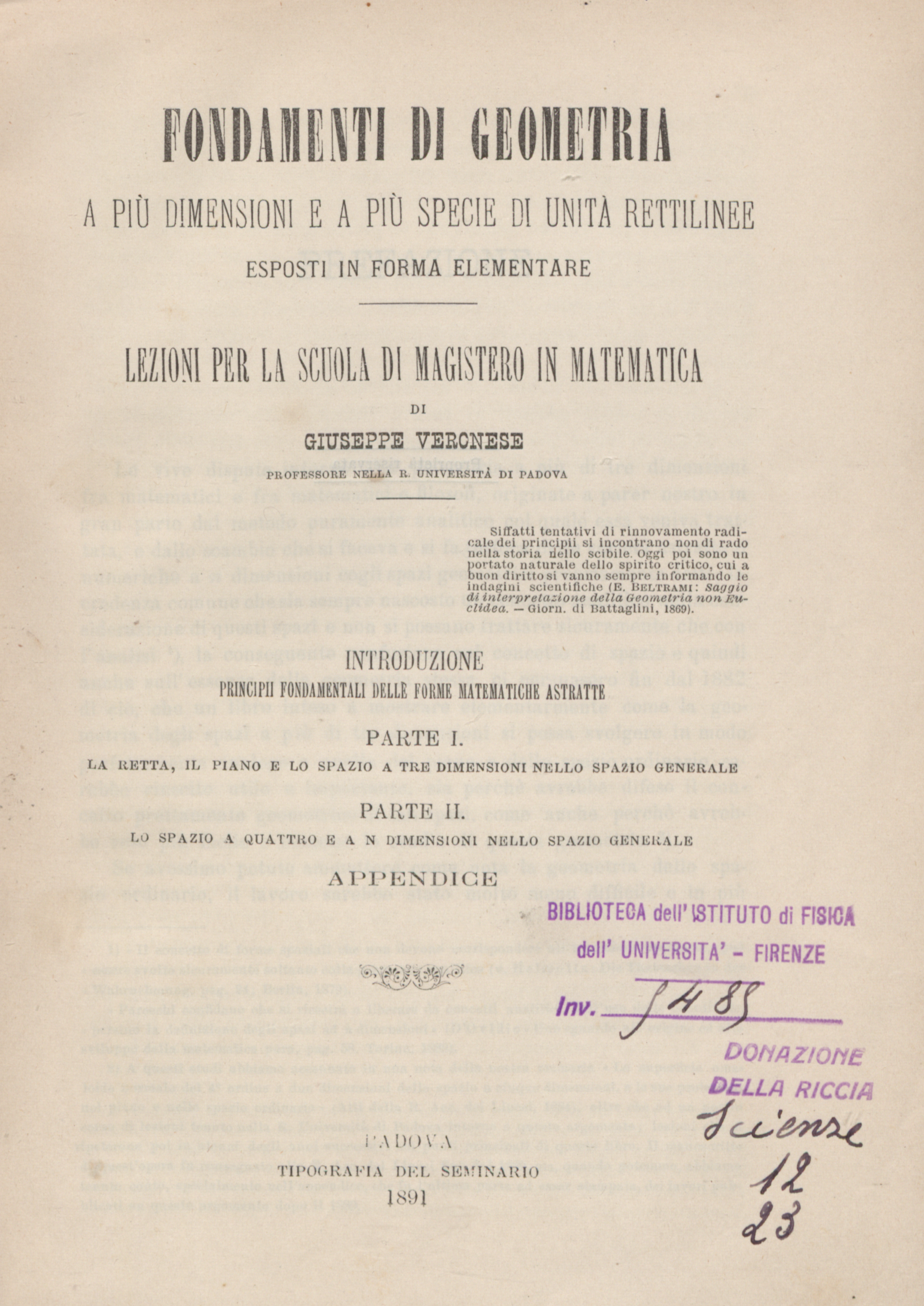
Fondamenti di geometria a piu dimensioni e a piu specie di unità rettilinee, 1891

- Veronese: Grundzüge der Geometrie von mehreren Dimensionen und mehreren Arten geradliniger Einheiten, in elementarer Form entwickelt. Teubner, Leipzig 1894, Online
- Nozioni elementari di geometria intuitiva, Verona 1902
- Elementi di geometria, Verona 1904 ,